# Antoine Champrobert
Antoine Champrobert (né le 1er janvier 1834 à Cunlhat et mort le 16 août 1905 à Clermont-Ferrand) est un peintre-verrier français. Il est actif de 1862 à sa mort à Clermont-Ferrand.

## Biographie
Vers 1880, son atelier, installé place d'Espagne, est avec celui de Louis de Carbonnel, l'une des deux principales fabriques de vitraux de la ville, à côté de quatre autres ateliers plus petits.

## Œuvres
À côté des vitraux colorés, il réalise beaucoup de grisailles sur verre.
Ses œuvres se trouvent principalement dans les églises d'Auvergne et du Limousin, mais on en trouve aussi en Aquitaine, en Berry et en Bourgogne :
- Église Saint-Aignan de Bègues (Allier).
- Église Saint-Martin de Cérons (Gironde).
- Église Saint-Éloi de Crocq (Creuse).
- Église Sainte-Radegonde de La Villeneuve (Creuse) : 10 verrières.
- Église Saint-Martin de Nolay (Côte-d'Or).
- Église Saint-Clément de Saint-Lactencin (Indre) : 3 verrières.
- Église Saint-Gal de Semarey (Côte-d'Or) : 3 verrières.
- Église Saint-Didier de Vernines (Puy-de-Dôme) : 11 verrières.